# André du Bouchet
 (février 2023).
 (septembre 2013).
Pour les articles homonymes, voir Bouchet.
André du Bouchet, né à Paris le 7 mars 1924 et mort le 19 avril 2001 à Crest dans la Drôme, est un poète français.

## Biographie
André du Bouchet naît en France dans une famille « d'une belle diversité » d'un père américain d'origine française mais né en Russie et d'une mère d'origine russe juive. Il passe son enfance en France jusqu’à la proclamation des lois de Vichy, qui interdisent à sa mère l'exercice de sa profession (elle était médecin dans un hôpital public). Avec sa mère et sa sœur, il fait le trajet à pied de la région parisienne jusqu'à Pau. Sur la route, le dictionnaire de grec Bailly sera sa seule lecture. Ils empruntent le dernier paquebot pour l'Amérique au départ de Lisbonne pour rejoindre leur père qui résidait déjà aux États-Unis.
Il passe son adolescence en Amérique et poursuit des études à Amherst College et à l’université Harvard, devenant même professeur d’anglais.
André du Bouchet revient en France en août 1948 et publie ses premiers textes critiques en français sur Hugo, Reverdy, Char, Ponge, Pasternak, Baudelaire ou Shakespeare, dans Les Temps modernes, Critique ou Les Cahiers GLM. Les premiers écrits poétiques des années 1950 paraissent sous la forme de plaquettes qui seront plus tard refondues dans Dans la chaleur vacante (Mercure de France, 1961, Prix des Critiques).
Sa poésie exigeante, réfractaire à tout embrigadement, s’inscrit dans le sillage de Stéphane Mallarmé et voisine avec celle de Pierre Reverdy ou René Char ; elle ouvre sur un paysage dans lequel l’homme est errant, et pourtant central.
Il est le cofondateur en 1967 avec Yves Bonnefoy et Jacques Dupin de la revue L'Éphémère, qui accueille des poètes comme Paul Celan, Philippe Denis, Jean Daive, Alain Suied, Philippe Jaccottet, Alain Veinstein, ou des prosateurs comme Michel Leiris, Louis-René des Forêts et Pascal Quignard.
Parallèlement à son travail poétique, André du Bouchet écrit des livres de critiques d’art, sur Poussin, Hercules Seghers ou ses contemporains et amis Alberto Giacometti, Bram van Velde et Pierre Tal Coat. Ceux-ci illustreront nombre de ses livres. Il signe de nombreuses traductions comme celles de Hölderlin, Mandelstam, Faulkner, Joyce, Celan et Shakespeare.
Installé pour une partie de l'année à Truinas dans la Drôme depuis les années 1970. Il meurt à Crest en 2001, à 77 ans, et repose au cimetière de Truinas.

### Famille
André du Bouchet est le père de Paule du Bouchet et de Gilles du Bouchet (artiste peintre), nés de son union avec l’ethnologue Tina Jolas.

## Œuvres
- Au Mercure de France :
  - Dans la chaleur vacante, 1961 (réédition à partir de 1991 chez poésie/Gallimard), prix de la Critique
  - La Tempête de William Shakespeare (traduction), 1963
  - Ou le soleil, 1968
  - Qui n'est pas tourné vers nous, 1972
  - Voyage en Arménie de Ossip Mandelstam (traduction), 1re édition en 1983, réédité en 2004
  - Poèmes de Paul Celan (traduction), 1984
  - Ici en deux, 1986 (réédition à partir de 2011 chez poésie/Gallimard)
  - Désaccordée comme par de la neige - Tubingen, le 22 mai 1986, 1989
  - Axiales, 1992
  - Poèmes et proses, 1995
  - Entretien dans la montagne de Paul Celan (traduit en collaboration avec John E. Jackson), 1996
  - L’Emportement du muet, 2000
- Chez Fata Morgana :
  - Air 1950-1953 suivi de Défets, 1986
  - Laisses, 1984 (réédition)
  - L'Incohérence, 1984 (réédition)
  - Rapides, 1984 (réédition)
  - Peinture, 1983
  - Le Voyage en Arménie, d'Ossip Mandelstam (traduction), 1983 (réédition en 2004)
  - Aujourd'hui c'est, 1984 (réédité en 1994)
  - Une tache, 1988
  - Carnet, 1994
  - Le Méridien, de Paul Celan (traduction), 1995
  - Pourquoi si calmes, 1996
  - Carnet 2, 1998
  - D'un trait qui figure et défigure, avec un frontispice de Alberto Giacometti, 1997
  - Annotations sur l'espace non datées. Carnet 3, 2000
  - Tumulte, 2001
  - Lire Finnegans Wake ? (avec une lettre-postface d'André Gide), 2003
- Aux éditions Gallimard :
  - Le Gambit du cavalier, de William Faulkner (traduction), 1951
  - Dans la chaleur vacante suivi de Ou le soleil, coll. « Poésie », 1991
  - L'Ajour, coll. « Poésie », 1998
  - Ici en deux, préface de Michel Collot, coll. « Poésie », 2011
- Chez d'autres éditeurs :
  - Air, Jean Aubier, 1951
  - Sans couvercle, Guy Lévis Mano, 1953
  - Au deuxième étage, Éditions du Dragon, 1956
  - Le Moteur blanc, Guy Lévis Mano, 1956
  - Sol de la montagne, avec des eaux-fortes de Dora Maar, Jean Hugues, 1956
  - Cette surface, avec une illustration de Tal-Coat, Éditions Pierre-André Benoit, 1956
  - Dans la chaleur vacante, avec une illustration de Jean Hélion, Éditions Pierre-André Benoit, 1959. Réédition au Mercure de France (1961 et 1978)
  - Sur le pas, avec des illustrations de Tal-Coat, Maeght éditeur, 1959
  - La Lumière de la lame, avec des eaux-fortes de Joan Miró, Maeght éditeur, 1962
  - L'Avril, avec  deux eaux-fortes de Gaston-Louis Roux, Galerie Janine Hao, 1963. Réédition précédée de 'Fraîchir chez Thierry Bouchard, 1983
  - L'Inhabité, avec une illustration de Claude Georges, Le Point cardinal, 1964. Réédition chez Jean Hugues, avec une illustration de Alberto Giacometti, 1965
  - La Couleur, Le Collet de buffle, 1975
  - Laisses, Françoise Simecek, 1975. Réédition chez Hachette, P.O.L., 1979, et chez Fata Morgana, 1984
  - Air 1950-1953, Clivages, 1977
  - Le Révolu, Orange Export Ltd, 1977
  - Un jour de plus augmenté d'un jour, Le Collet de buffle, 1977
  - Là, aux lèvres, Clivages, 1978
  - Poèmes, L'Ire des Vents, 1978
  - Sous le linteau en forme de joug, avec une illustration de Tal-Coat, Clivages/Françoise Simecek, 1978
  - L'Incohérence, Hachette, P.O.L., 1979
  - Dans leurs voix, les eaux, avec des illustrations de Bram Van Velde, Maeght éditeur, 1980
  - Rapides, Hachette, P.O.L., 1980. Réédition chez Fata Morgana, 1984
  - Défets, Clivages, 1981
  - Fraîchir, Clivages, 1981
  - Les Hauts-de-Buhl, L'Ire des Vents, 1981. Réédition chez Fourbis, 1989
  - Ici en deux, avec des illustrations de Geneviève Asse, Quentin éditeur, 1982. Réédition au Mercure de France, 1986
  - Carnets 1952-1956, édition de Michel Collot, Paris, Plon, 1989
  - Cendre tirant sur le bleu et Envol, Clivages, 1986. Réédition en 1991
  - Carnets 1952-1956, Librairie Plon, 1989. Réédition chez Fata Morgana, 1994 et 1998
  - De plusieurs déchirements dans les parages de la peinture, éditions Unes, 1990
  - Verses, éditions Unes, 1990
  - Alberto Giacometti — dessin, éditions Maeght
  - Le Second Silence de Pasternak, préface de Victor Martinez, Éditions La Rivière Échappée, Rennes, 2009
  - Henri VIII, de William Shakespeare (traduction), postface de Jean-Baptiste de Seynes, Paris, Le Bruit du temps, 2011
  - Aveuglante ou banale. Essais et articles 1949-1959, édition et préface de Clément Layet, Paris, Le bruit du temps, 2011
  - Une lampe dans la lumière aride. Carnets 1949-1955, édition et préface de Clément Layet, Paris, Le bruit du temps, 2011
  - Un mot : ce n'est pas le sens, édition bilingue de Michael Bishop et Victor Martinez, traduction anglaise de Michael Bishop, Halifax (Canada), VVV, 2013
  - Sans couvercle, Fissile, 2014
  - La peinture n'a jamais existé. Écrits sur l'art 1949-1999, édition établie par Thomas Augais, Paris, Le bruit du temps, 2017

## Catalogues d'exposition
- André du Bouchet - Pierre Tal Coat, catalogue de l'exposition du Château de Ratilly, Treigny, juin-septembre 1979
- De peintres et de livres. Hommage à Jacques Dupin et André du Bouchet, catalogue de l'exposition des 18 mars - 20 avril 1986 à la Chapelle de la Tour d'Auvergne à Quimper. Catalogue conçu par A. le Quernec, présenté par M. Pagnoux
- André du Bouchet, catalogue de l'exposition du 9 juillet au 5 août 1988 à Avignon, du 15 au 22 juillet 1988 au Centre National du Livre à Paris
- Peinture et poésie. Le dialogue par le livre, catalogue de l'exposition "Peinture et poésie" organisée par Y. Peyré à Lyon, Paris et New York en 2001-2002, Paris, Gallimard, « Art », 2001
- André du Bouchet : espace du poème, espace de la poésie, catalogue de l'exposition organisée par J.-P. Léger à Toulon, Hôtel des Arts, 2003

## Entretiens (sélection)
- Entretiens écrits publiés
  - André du Bouchet. Entretiens avec Alain Veinstein, Paris, L'Atelier contemporain, 2016
  - « Avec du Bouchet », entretien avec Georges Piroué (1961), L'Étrangère no 14-15, La lettre volée, juin 2007
  - « André du Bouchet à la croisée des langages », Le Monde des livres, 10 juin 1983 (L'étrangère no 14-15)
  - « Déplacement de glaciers. Récit d'entretiens avec André du Bouchet » par Daniel Guillaume, Poétiques et Poésies contemporaines. Études, Le temps qu'il fait, 2003
  - « Entretien avec André du Bouchet » par Dominique Grandmont, L'Humanité, 10 novembre 1995 (L'Étrangère no 14-15)
- Entretiens oraux enregistrés (source : Inathèque)
  - Promenades ethnologiques en France, trois émissions en plusieurs volets dont André du Bouchet est producteur et acteur, France Culture, août 1981
  - Surpris par la nuit, entretiens avec Alain Veinstein, France Culture, 24 janvier 1995
  - Surpris par la nuit, à propos de Andains et de Poèmes et proses, France Culture, 14 août 1999
  - Surpris par la nuit, Espaces de la poésie, émission de Jean-Pascal Léger, France Culture, 23-24 décembre 2002.

## Images animées
- Laurence Bazin, Les Pierres bleues, Production Pirouette films, 1995
- Le Cercle de minuit, produit par Laure Adler, France 2, 10 janvier 1995
- Michael Jacob, Si vous êtes des mots, parlez. Rencontre avec André du Bouchet, Tanguera Films / Images Plus, 2000

### Récompenses et distinctions
- 1979 : Prix Henri-Mondor de l’Académie française pour l'ensemble de son œuvre poétique
- 1983 : Grand prix national de la poésie pour l'ensemble de son œuvre
- 1990 : Grand prix de poésie de l'Académie française pour l'ensemble de son œuvre poétique